# Marco Antoniazzi

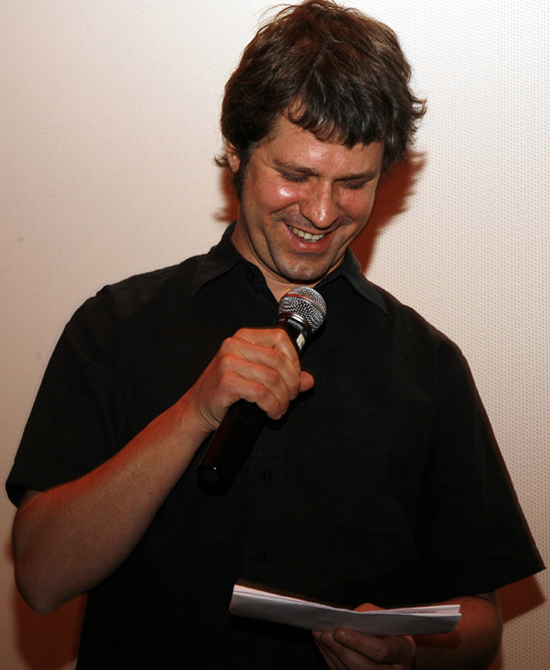
Marco Antoniazzi (2009)

Marco Antoniazzi (* 30. August 1972 in Bozen, Italien) ist ein Südtiroler Filmregisseur, Drehbuchautor und Kameramann.
In Bozen absolvierte er zunächst sein Studium an der Zelig-Schule für Fernsehen und Film. Danach studierte er Regie bei Peter Patzak an der Filmakademie Wien. Marco Antoniazzi lebt und arbeitet in Wien.

## Filmografie Regie (Auswahl)
- 1998: Max & Mora – ein Südtirol-Märchen (Kurzspielfilm)
- 2001: Für einen Moment (Kurzspielfilm)
- 2004: Das Kettenkarussell (Kurzspielfilm)
- 2006: Verkaufen Verkaufen (Dokumentarfilm, mit Gregor Stadlober)
- 2007: wellen (Experimentalfilm)
- 2009: Kleine Fische (Kinospielfilm)
- 2011: Erinnerungen an die Stadt des Kindes (Dokumentarfilm)
- 2013: Schlagerstar (Kino-Dokumentarfilm, mit Gregor Stadlober)

## Filmografie Kamera (Auswahl)
- 2006: Verkaufen Verkaufen (Dokumentarfilm)
- 2011: Erinnerungen an die Stadt des Kindes (Dokumentarfilm)
- 2013: Schlagerstar (Kino-Dokumentarfilm)

## Auszeichnungen
- 2001: Für einen Moment

Best Experimental Short, 6. Int. Festival of Filmschools, Mexico
People Choice, Circuito Off, Venedig
- 2004: Das Kettenkarussell

Cinestyria Jugendfilmpreis
37° Opere Nuove – Menzione Speziale
- 2009: Kleine Fische

Publikumspreis Diagonale (Filmfestival) 2009
Publikumspreis bei den Bozner Filmtagen 2009
- 2013: Schlagerstar

Publikumspreis Diagonale (Filmfestival) 2013